# Solid Gold Easy Action
"Solid Gold Easy Action" é uma canção da banda britânica de rock T. Rex, escrita por Marc Bolan e lançada como single em dezembro de 1972 pela EMI Records. Alcançou o segundo lugar na tabela musical britânica. A canção não aparece em nenhum álbum de estúdio, mas foi incluída na coletânea musical Great Hits, de 1972, lançada pela gravadora. Ela foi vencida no primeiro lugar da parada musical de singles por "Long Haired Lover from Liverpool" de Little Jimmy Osmond.

## Letra
Geoff Barton escreveu em um artigo para a revista Classic Rock sobre os dois primeiros versos da faixa, "Life is the same and it always will be" / "Easy as picking foxes from a tree" ("A vida é a mesma e sempre será" / "Fácil como pegar raposas de uma árvore"), que pareciam prever a morte de Bolan em 1977. A placa do carro em que Bolan estava durante a colisão fatal com uma árvore era FOX 661L (em inglês, "Fox" significa raposa). Esta é uma das supostas 'profecias' em torno da morte de Bolan.

## Ficha técnica
T. Rex
- Marc Bolan – vocais principais, guitarra elétrica
- Mickey Finn – congas
- Steve Currie – baixo elétrico
- Bill Legend – bateria

Músicos adicionais
- Sue, Sunny – vocais de apoio

Produção
- Tony Visconti – produção, arranjo, vocais de apoio

## Posição nas tabelas musicais
| Tabelas musicais (1972–1973) | Melhor posição |
| ---------------------------- | -------------- |
| Austrália (Go-Set Top 40)    | 39             |
| Áustria (Top 40)             | 13             |
| França (SNEP)                | 68             |
| Alemanha (GfK)               | 6              |
| Irlanda (IRMA)               | 4              |
| Noruega (VG-lista)           | 5              |
| Reino Unido (OCC)            | 2              |